# Vladimir Gostioukhine
Vladimir Vassilievitch Gostioukhine (en russe : Владимир Васильевич Гостюхин), né le 10 mars 1946 à Sverdlovsk (URSS), est un acteur, réalisateur et metteur en scène soviétique puis biélorusse.

## Biographie
Vladimir Gostioukhine sort de l'Académie russe des arts du théâtre en 1970 et commence la même année sa carrière cinématographique dans C'était le mois de mai, sous la direction de Marlen Khoutsiev. Après son service militaire dans la 2e division d'infanterie motorisée de Taman, il conjugue l'emploi d'acteur et accessoiriste au Théâtre académique central de l'Armée russe. Il devient l'acteur du théâtre studio de Minsk en 1982.
Sa carrière au cinéma commence en 1970 quand il fait une petite apparition dans le film de Marlen Khoutsiev C'était le mois de mai. En 1976, il obtient son premier rôle principal dans L'Ascension sous la direction de Larissa Chepitko. Il incarne plusieurs personnages intéressants comme le Major Mac Nabbs dans l'adaptation des Enfants du capitaine Grant de Jules Verne réalisé par Stanislav Govoroukhine en 1986, ou le vétéran de la guerre d'Afghanistan dans L'Enchaîné de Valéry Rybarev en 2002, pour lequel il remporte le prix du meilleur acteur au IVe Festival national des films biélorusses à Brest.
En 1995, il est membre du jury du 1er Festival international du film Stojary de Kiev (Ukraine).
Gostioukhine donne un nouveau souffle à sa carrière avec la série télévisée Les Routiers diffusée à partir du mois de septembre 2001, où il joue un routier aguerri face à Vladislav Galkine qui incarne son jeune coéquipier. Il reprend son rôle dans le second et le troisième volet de la série.

## Filmographie partielle
Acteur
- 1970 : C'était le mois de mai (Был месяц май) de Marlen Khoutsiev : Mikola Nyrkov
- 1977 : L'Ascension (Восхождение) de Larisa Shepitko : Rybak
- 1978 : Enquête préliminaire (ru) (Предварительное расследование) d'Andreï Razoumovski : Pavel
- 1986 : À la recherche du capitaine Grant (В поисках капитана Гранта) de Stanislav Govoroukhine : Major Mac Nabbs
- 1987 : Moonsund (ru) (Моонзунд) d'Aleksandre Mouratov (ru) : Sementchouk
- 1988 : Le Grand Jeu (ru) (Большая игра) de Semion Aranovitch : Dmitri Stepanov
- 1991 : Urga (Урга — территория любви) de Nikita Mikhalkov : Sergueï
- 2001 : Les Routiers (ru) (Дальнобойщики) de Iouri Kouzmenko (ru) : Fiodor Affanassiev
- 2002 : La Guerre (Война) de Alekseï Balabanov : père d'Ivan
- 2004 : La nuit est claire (Ночь светла) de Roman Balaïan : Petrovitch
- 2016 : Ded Moroz. Bitva Magov d'Aleksandr Voytinskiy : Vitaly Semionovitch

Réalisateur
- 1997 : Jardin botanique (ru) (Ботанический сад)

### Doublage
- 2006 : Prince Vladimir (Князь Владимир, Knyaz Vladimir) de Iouri Koulakov : Olaf

## Distinctions et récompenses
- Prix du Komsomol : 1980, pour le rôle dans Vremya vybralo nas de Mikhaïl Ptachouk (ru) (1979)
- Prix d'État d'URSS : 1985, pour le rôle dans Bereg d'Alexandre Alov et Vladimir Naoumov (1983)
- Prix d'État de la fédération de Russie : 1993, pour le rôle dans Urga (1991)
- Médaille Pouchkine : 2007[2]